# فلورنس لی (زاده ۱۸۶۴)
فلورنس لی (انگلیسی: Florence Lee؛ فوریه ۱۸۶۴ – ۱۷ فوریه ۱۹۳۳) بازیگر اهل ایالات متحده آمریکا بود.
از فیلم‌ها یا برنامه‌های تلویزیونی که وی در آن نقش داشته‌است، می‌توان به ستاره‌های من، فیلم‌ها، بانگی از ژرفنا و روشنایی‌های شهر اشاره کرد.